# Rue Fenoux
La rue Fenoux est une rue du 15e arrondissement de Paris, en France.

## Situation et accès
La rue Fenoux est une voie publique située dans le 15e arrondissement de Paris. Elle débute au 6, rue Gerbert et se termine au 67, rue de l'Abbé-Groult.
La station de métro la plus proche est Convention, sur la ligne 12.

## Origine du nom

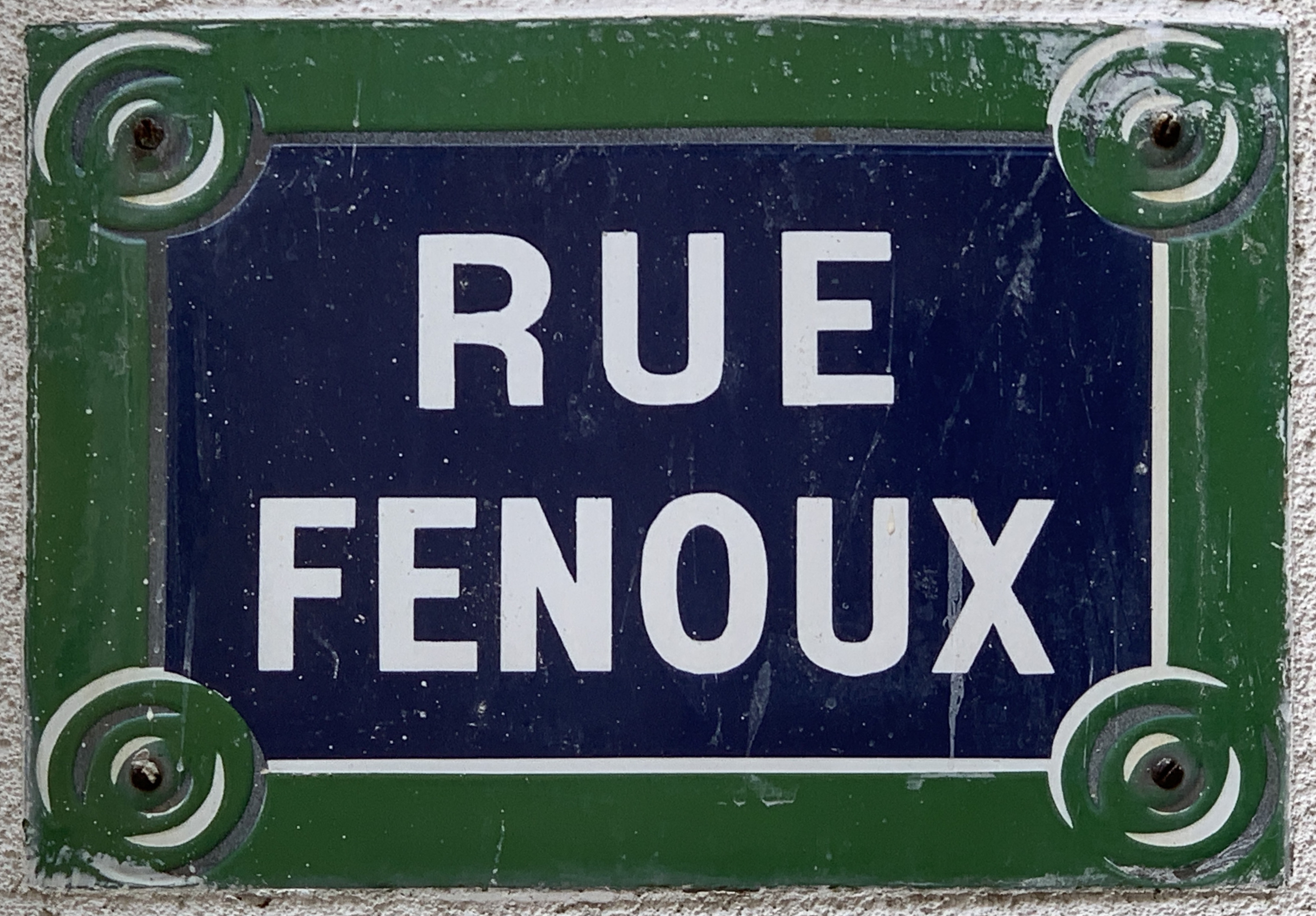
Plaque de la rue.

Cette voie est nommée d'après le nom du propriétaire des terrains sur lesquels elle a été ouverte.

## Historique
Cette voie de l'ancienne commune de Vaugirard est ouverte sous sa dénomination actuelle, par un décret du 5 mars 1851, lors de la construction de l'église Saint-Lambert.
Elle est classée dans la voirie parisienne en vertu du décret du 23 mai 1863. 